# Kure Beach
Kure Beach – miasto w Stanach Zjednoczonych, w stanie Karolina Północna, w hrabstwie New Hanover.